# Fresdorf
Fresdorf ist der kleinste Ortsteil der Gemeinde Michendorf im Landkreis Potsdam-Mittelmark in Brandenburg (Deutschland). Das Angerdorf hat 309 Einwohner (Stand: 31. Dezember 2023) auf einer Fläche von 9,22 km² und liegt an der L73 zwischen Michendorf und Luckenwalde im Naturpark Nuthe-Nieplitz.

## Geschichte und Etymologie

### 14. bis 15. Jahrhundert
Fresdorf wurde 1375 erstmals als Frederikstorff, Fredikstorff, Fridderichstorff, Frederichstorff im Landbuch Karls IV. urkundlich mit einer Größe von 52 Hufen erwähnt, darunter zwei Pfarrhufen. Benannt ist das Dorf nach einem Mann mit dem deutschen Personennamen Friedrich, dessen mittelniederdeutsche Form Frederik lautete. Bei der Gründung im Zuge der Deutschen Ostsiedlung um 1300 wurden in Fresdorf besonders viele Bauern angesiedelt und dem Dorf wurden 20 Hufen mehr zugeteilt als den umliegenden Dörfern. Der Grund lag in der strategischen Bedeutung des Ortes, da Fresdorf gemeinsam mit dem benachbarten Wildenbruch eine Heer- und Handelsstraße an ihrer gefährdetsten Stelle, der Landenge zwischen dem Kähnsdorfer See und dem Seddiner See, sichern sollte. Im Dorf lebten im Jahr 1375 unter anderem ein Lehnschulze sowie zehn Kossäten; außerdem gab es einen Krug. Das Dorf gehörte vor 1375 dem Markgrafen bzw. Vogtei Saarmund und Beelitz bzw. Amt Saarmund, die auch die Obergerichtsbarkeit sowie die Wagendienste besaß. Fünf Hufen gehörten der Familie Rybel zu Brandenburg, vier Hufen waren im Besitz der von Bardeleben, die sie 1416 an die Familie Murring(Möhring) verkauften. Einen wüsten Hof besaßen von vor(?) 1569 bis nach 1651 die von Thümen. Im Jahr 1450 war die Gemarkung nur noch 44 Hufen groß, davon besaß der Pfarrer erneut zwei Hufen. Im Jahr 1481 erschien in fredrickstorpp Sixt von Ehenheim, der ein Erbe und drei Hufen besaß.

### 16. Jahrhundert
Im Jahr 1541 besaß der Pfarrer nach wie vor zwei Pfarrhufen, aus denen er zwei Scheffel ernten konnte. Außerdem erhielt er ungefähr ½ Wispel Kornzehnt und Wiesenwachs in Höhe von 8 Fudern Heu. Der Küster bekam zu Ostern 16 Scheffel Roggen, 28 Brote und Eier, die Kirche Wiesenwachs in Höhe von 2 Fudern Heu. Die von Thümen hielten zu dieser Zeit auch einen Anteil am Kirchenpatronat. Für das Jahr 1545 wurde lediglich von einem Schulzen und 13 Einwohnern berichtet, darunter der Krüger. Der Pfarrer bekam 1576 außerdem Wiesenwachs am Hufschlag; der Anteil der Kirche war auf fünf Wiesen angewachsen und stieg auf zwei Hufen und fünf Wiesen im Jahr 1576. Zu dieser Zeit bewirtschaftete der Lehnschulze sechs Hufen, davon 4 ½ Hufen frei. Es gab einen Fünfhufner, acht Vierhufner und einen Zweihufner. Einer besaß 1 Morgen (Mg) Wiese, zehn bezahlten mit Salz von der Rohrwiese, drei gaben einen neuen Wiesenzins. Außerdem lebten in Fresdorf drei Kossäten, von denen einer zwei Hufen mit nur geringem Ertrag bewirtschaftete; ein anderer war auch als Schmied tätig. Ein anderer bewirtschaftete einen Hof mit 1 ½ Mg.

### 17. und 18. Jahrhundert

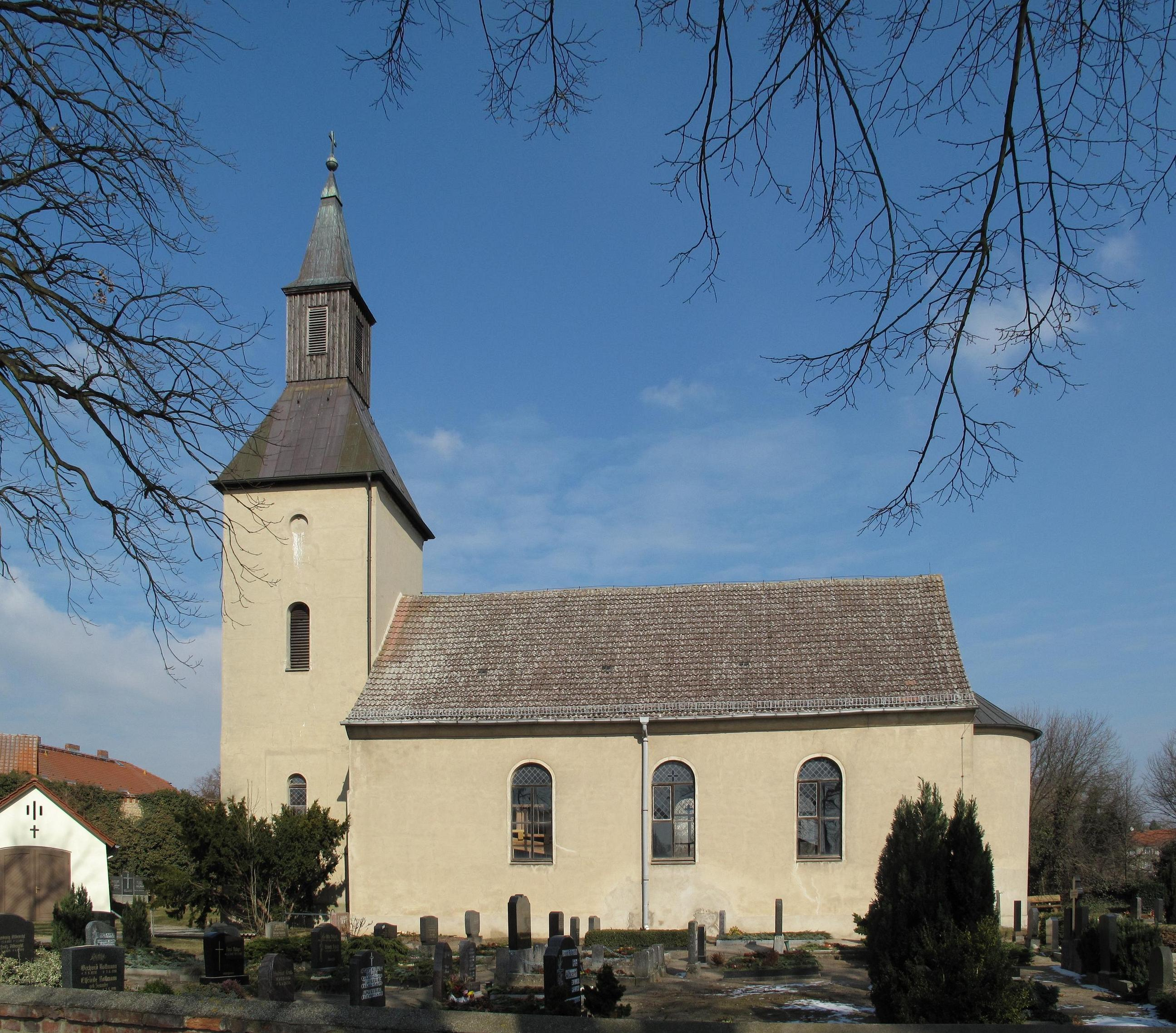
Kirche von 1755

Eine Statistik aus dem Jahr 1616 führte den Schulzen, zehn Hufner und drei Kossäten auf. Im Jahr 1624 lebten in Fresdorf elf Hufner, drei Kossäten und ein Hirte. Es gab einen Laufschmied und drei Paar Hausleute; die Gemarkung war 48 Hufen groß. Im Jahr 1652 wurde von acht Hufner, darunter dem Schulzen und zwei Kossäten berichtet. In einer weiteren Statistik aus dem Jahr 1687 wurde von einem Sechshufner berichtet. Es war vom Schulzen besetzt, der zwei Hufen nicht bewirtschaften konnte, da sie „bewachsen und untüchtig“ waren. Der Fünfhufner konnte 1 ¼ Hufe nicht bewirtschaften, von den sechs Vierhufnern musste jeder auf eine Hufe verzichten. Der Dreihufner konnte auf ¾ Hufe nicht zurückgreifen; von den zwei Vierhufnerhöfen lag einer wüst, der andere musste auf eine Hufe verzichten. Es gab außerdem einen Zweihufner, drei Kossäten (der Schmied, der Krüger und ein unbesetzter Hof) sowie zwei Paar Hausleute und einen Kuhhirten. Auf jeder nutzbaren Hufe wurden 5 Scheffel Sommer- und 5 Scheffel Wintersaat ausgebracht.
Für das Jahr 1745 sind elf Bauern und drei Kossäten verzeichnet. Kurz darauf entstand die Dorfkirche (1755). Im Jahr 1775 waren es erneut elf Bauern, darunter der Erbschulze mit sechs Hufen, ein Fünfhufner, acht Vierfhufner und ein Dreihufner. Es gab außerdem drei Kossäten, sechs Büdner und drei einzelne Einlieger. Im Jahr 1772 wurde von zehn Bauern, sechs Kossäten und einer Schmiede berichtet.

### 19. Jahrhundert

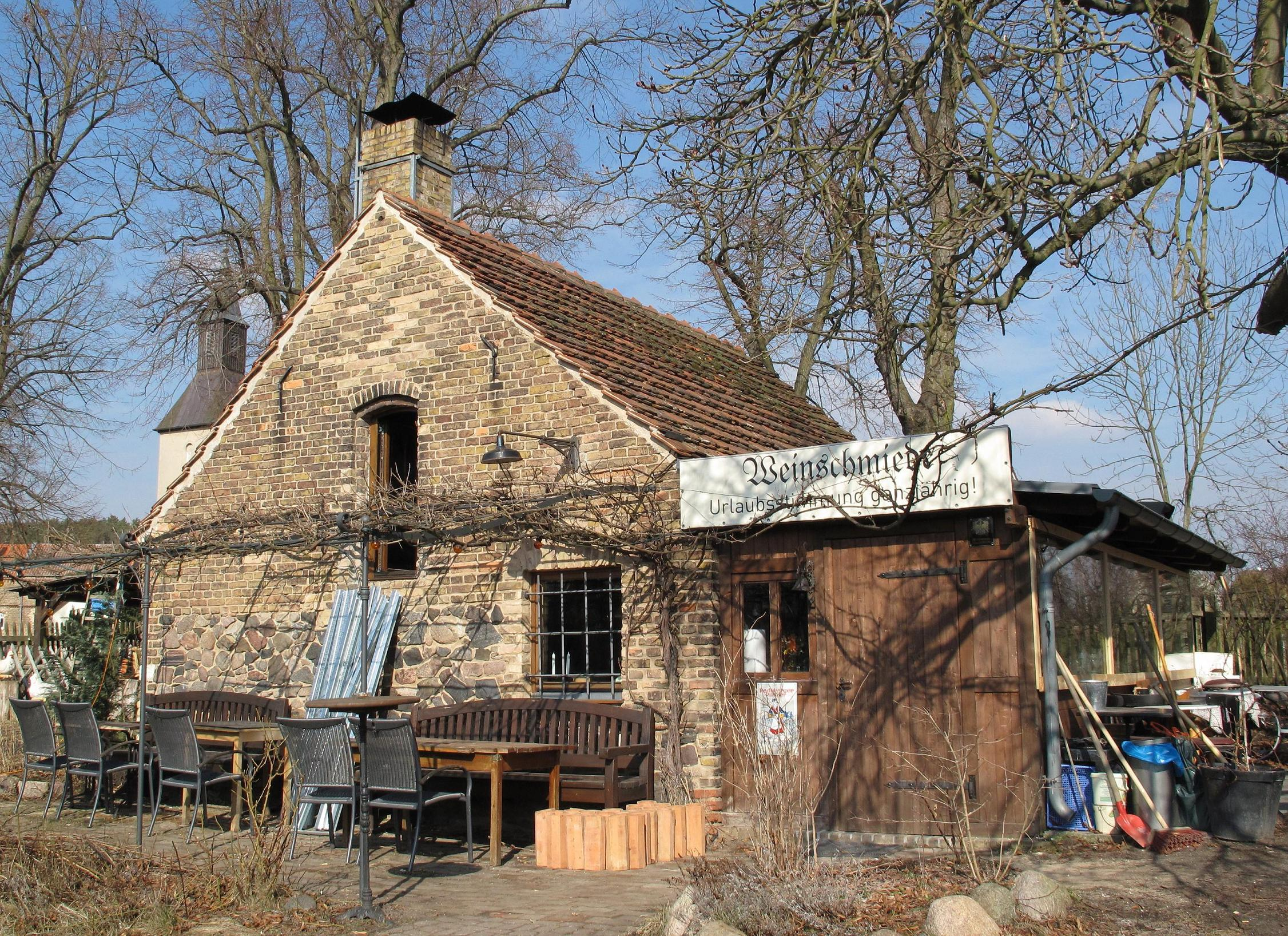
Weinschmiede

Im 19. und 20. Jahrhundert war Fresdorf eine eigenständige Gemeinde im Landkreis Zauch-Belzig. Die spätere Poststraße bestand bis zum Dammbau durch den Seddiner See im Jahr 1804, der die vorherige umständliche Nordverbindung von Treuenbrietzen über Beelitz, Kähnsdorf, Wildenbruch, Saarmund und Michendorf nach Potsdam durch die Direktverbindung Beelitz – Michendorf deutlich abkürzte. Im Jahr 1801 war Fresdorf auf zehn Ganzbauern, drei Ganzkossäten und fünf Büdner angewachsen. Es gab nach wie vor einen Krug sowie 23 Feuerstellen (=Haushalte). Für 1837 wurde von 25 Wohnhäusern berichtet. Die Gemarkung war im Jahr 1858 insgesamt 3015 Mg groß und bestand zu 12 Mg aus Gehöften, 20 Mg Gartenland, 1197 Mg Acker, 307 Mg Wiese, 235 Mg Weide und 1244 Mg Wald. Darauf standen fünf öffentliche, 42 Wohn- und 75 Wirtschaftsgebäude, darunter eine Getreidemühle.

### 20. und 21. Jahrhundert

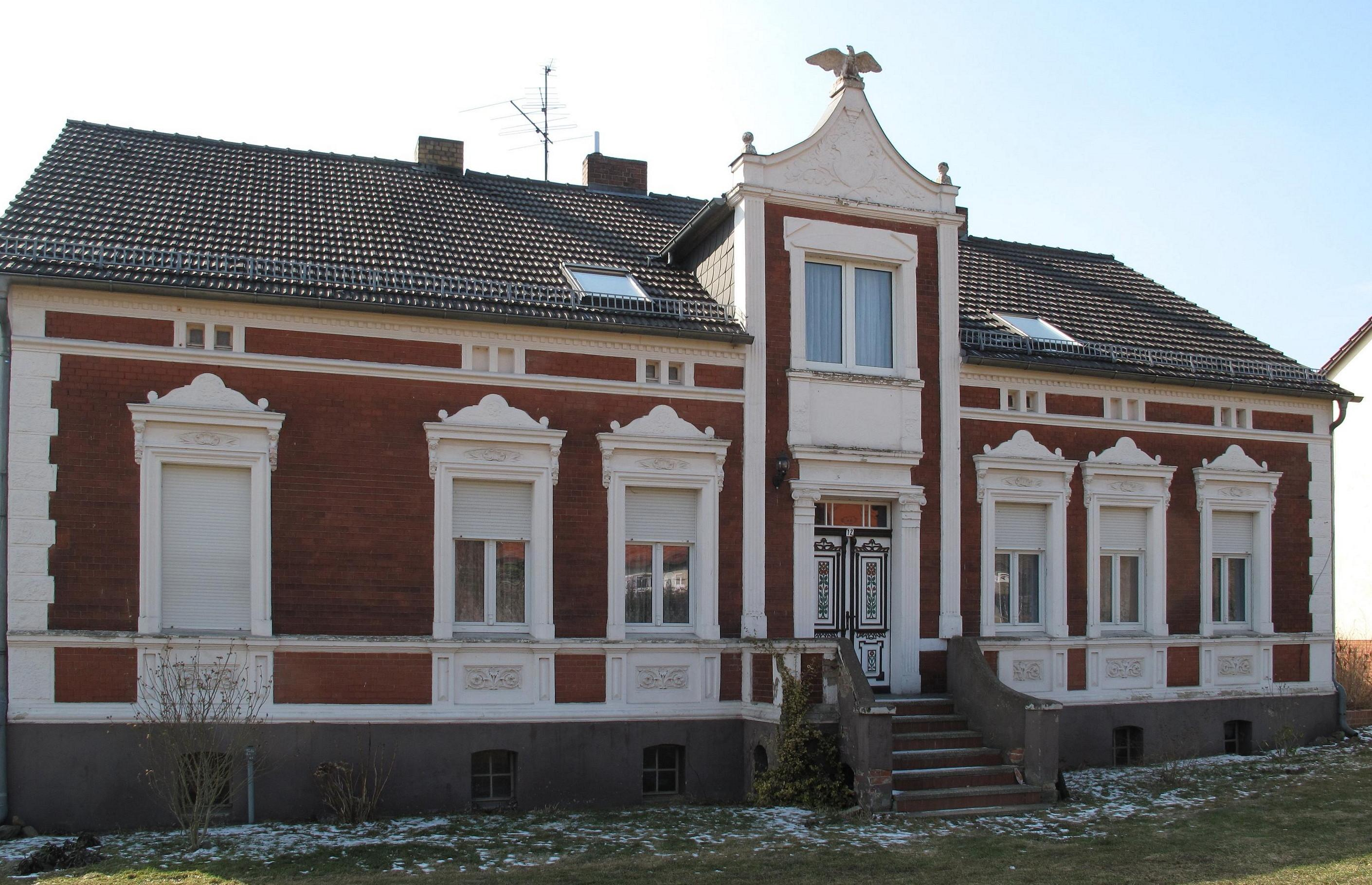
Denkmalgeschütztes Gehöft

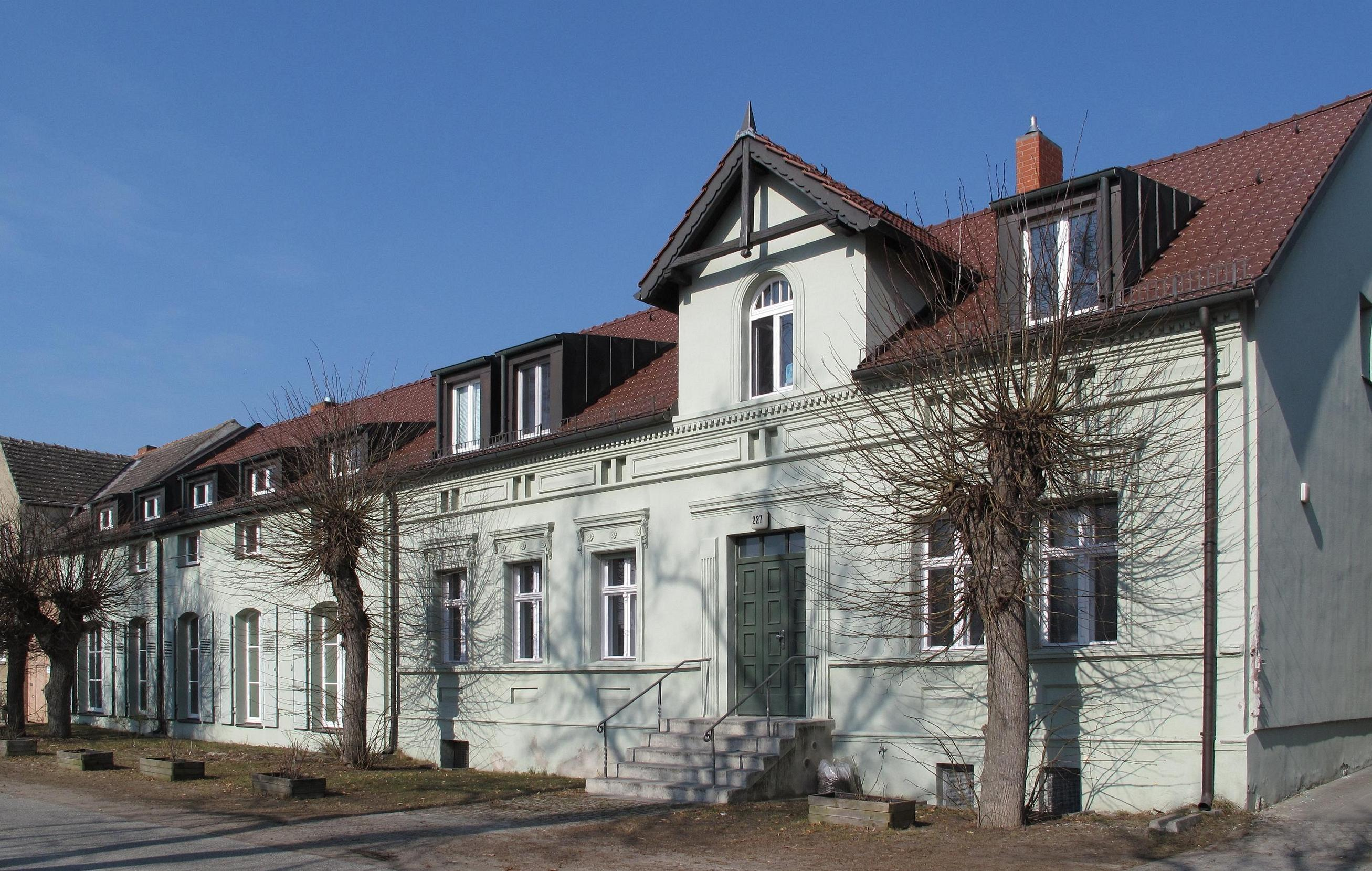
Denkmalgeschütztes ehemaliges Gasthaus mit Saalanbau

Zur Jahrhundertwende gab es im 922 Hektar (ha) großen Dorf 55 Häuser; 1931 wurde von 54 Wohnhäusern mit 65 Haushaltungen auf 923 ha berichtet. 1933 zählte der Ort 258 und sechs Jahre später 280 Einwohner. Während die heutigen Michendorfer Ortsteile Wilhelmshorst und Michendorf bereits bei der Reichstagswahl 1930 mit Stimmenanteilen von 27 % beziehungsweise 23 % für die NSDAP zu den Braunen Hochburgen gehörten, lag der Stimmenanteil in Fresdorf bei dieser Wahl nur bei 7 %. Bereits zwei Jahre später hatte sich das Verhältnis umgekehrt. Bei der Reichstagswahl im Juli 1932 überholte Fresdorf mit einem NSDAP-Stimmenanteil von 68 % die Nachbarorte (46 und 47 %) deutlich, 1933 lag der Anteil bei 82 %. Im Jahr 1939 gab es 15 land- und forstwirtschaftliche Betriebe mit einer Fläche von 20 bis 100 ha. Weitere 15 Betriebe waren zwischen 10 und 20 ha groß, 13 zwischen 5 und 10 ha sowie 10 zwischen 0,5 und 5 ha. Bis zu ihrem Abriss 1945 bestand in Fresdorf eine Bockwindmühle, die von vier Müllergenerationen betrieben wurde.
Nach dem Zweiten Weltkrieg erhielt Fresdorf eine 32 ha große Waldzulage aus der Gemeinde Schäpe. Fünf Bauern gründeten 1953 eine Landwirtschaftliche Produktionsgenossenschaft (LPG) Typ I mit 34 ha Fläche, die zwei Jahre später als Typ III mit sieben Mitgliedern und 89 ha Fläche neu gegründet wurde. Im Jahr 1960 gab es in Fresdorf eine LPG Typ III mit 48 Mitgliedern und 327 ha Fläche sowie drei LPGn Typ I mit insgesamt 34 Mitgliedern und 98 ha Fläche, die sich 1961 zusammenschlossen und 1968 mit der Typ III vereinigt wurden.
Bis zur Eingemeindung nach Michendorf am 26. Oktober 2003 war Fresdorf eine eigenständige Gemeinde.

## Bevölkerungsentwicklung
| Jahr      | 1772 | 1801 | 1817 | 1837 | 1858 | 1871 | 1885 | 1895 | 1905 | 1925 | 1939 | 1946 | 1964 | 1971 |
| Einwohner | 138  | 149  | 135  | 213  | 290  | 308  | 296  | 308  | 270  | 276  | 280  | 324  | 285  | 293  |

## Ort und Kultur
Durch das gemächliche Wachstum des Ortes blieben der Dorfcharakter und der mittelalterliche sowie neuzeitliche Dorfkern, der als Bodendenkmal geschützt ist, weitgehend erhalten.

### Wirtschaft und Verwaltung
Traditionell landwirtschaftlich geprägt, bestimmen auch im 21. Jahrhundert Betriebe wie die Agro Saarmund mit dem Anbau von Obst und Gemüse wie dem Beelitzer Spargel und der Gänsehaltung sowie landwirtschaftliche Kleinerzeuger das Wirtschaftsleben. Die Agro, Nachfolgeeinrichtung der LPG Pflanzenproduktion, hält zudem in ihren Fresdorfer und Drewitzer Ställen insgesamt 600 Mutterkühe und Bullen. Produzierende oder handwerkliche Betriebe sind lediglich mit einem Steinmetz und zwei Fuhrunternehmen vertreten.
Ortsbürgermeister ist Karl-Heinz Schmidt von der FRIG (Fresdorfer Interessengemeinschaft). Nach der Kommunalwahl am 28. September 2008 gehören dem Ortsbeirat neben Karl-Heinz Schmidt auch Manfred Imme (CDU) und Jörg Rüdiger (Fresdorfer Bürger 98) an. Die FRIG trat auf der Liste der CDU zur Wahl an. In Fresdorf sind zwei Vereine zu Hause: die 1927 gegründete Freiwillige Feuerwehr Fresdorf e. V. und der Heimatverein „Fresdorfer Bürger e. V.“ Beide Vereine veranstalten seit 2004 jährlich ein Dorffest.

### Kirche und weitere Baudenkmale
Die vom Friedhof umgebene schlichte Dorfkirche wurde 1755 gegenüber dem Dorfanger auf den Grundmauern einer ehemaligen Feldsteinkirche errichtet. Am 18. April 1854 wurde die um eine Apsis erweiterte Kirche eingeweiht. Bei der Erneuerung der abgebrochenen Kirchturmspitze 1910 wurden in der kupfernen Kugel alte Münzen aus der Zeit Friedrichs des Großen und vergilbtes unleserliches Papier gefunden. Zwischen 1993 und 1995 erfolgte die Erneuerung des Dachs und Restauration der Wandmalereien. Die Orgel aus dem Jahr 1890 stammt von dem Potsdamer Orgelbaumeister Carl Eduard Gesell und wurde mit neun Registern, einem Manual und Pedal ausgestattet. Im Jahr 2000 wurde das Instrument saniert. Das Geläut besteht aus einer undatierten Bronzeglocke und einer Stahlglocke aus dem Jahre 1952 der Glockengießerei in Apolda.
Unter Denkmalschutz steht ferner die über 200 Jahre alte Schmiede am Rand des Dorfangers gegenüber der Kirche, das älteste erhaltene weltliche Gebäude des Dorfes. Seit 1993 beherbergt der Natursteinbau ein kleines Weinlokal mit einer Weinlaube unter einer Rosskastanie, die Weinschmiede. Die Landesdenkmalliste verzeichnet ferner in der Luckenwalder Straße 227 einen ehemaligen Gasthof mit Saalanbau und in der Kähnsdorfer Straße 12 Fresdorfs größtes Gehöft, bestehend aus Wohnhaus, Stall, Scheune und Toreinfahrt. Von der roten Klinkerfassade des Wohnhauses heben sich weiß eingefasste Fenster und die bunt bemalte Haustür ab. Auf dem Dachgiebel thront über einem Wappenornament eine Adlerskulptur.

### Filmkulisse
Während der DDR-Zeit drehte die DEFA mehrere Filme in Fresdorf, darunter die Folge 146 der Krimiserie Polizeiruf 110 Der Fall Preibisch. sowie die Märkische Chronik. Zudem machte die DREFA (outgesourctes Tochterunternehmen des Mitteldeutschen Rundfunks MDR) im Dorf 2008 Aufnahmen für den Fernsehfilm Hoffnung für Kummerow mit Henry Hübchen, Uwe Kockisch, Victor Schefé und Dagmar Manzel unter der Regie von Jan Ruzicka. Der Film wurde in der ARD und in arte ausgestrahlt.

## Landschaft
Fresdorf ist eingebettet in eine Landschaft aus Seen, Hügeln und ausgedehnten Wäldern.

### Geographie und Geologie

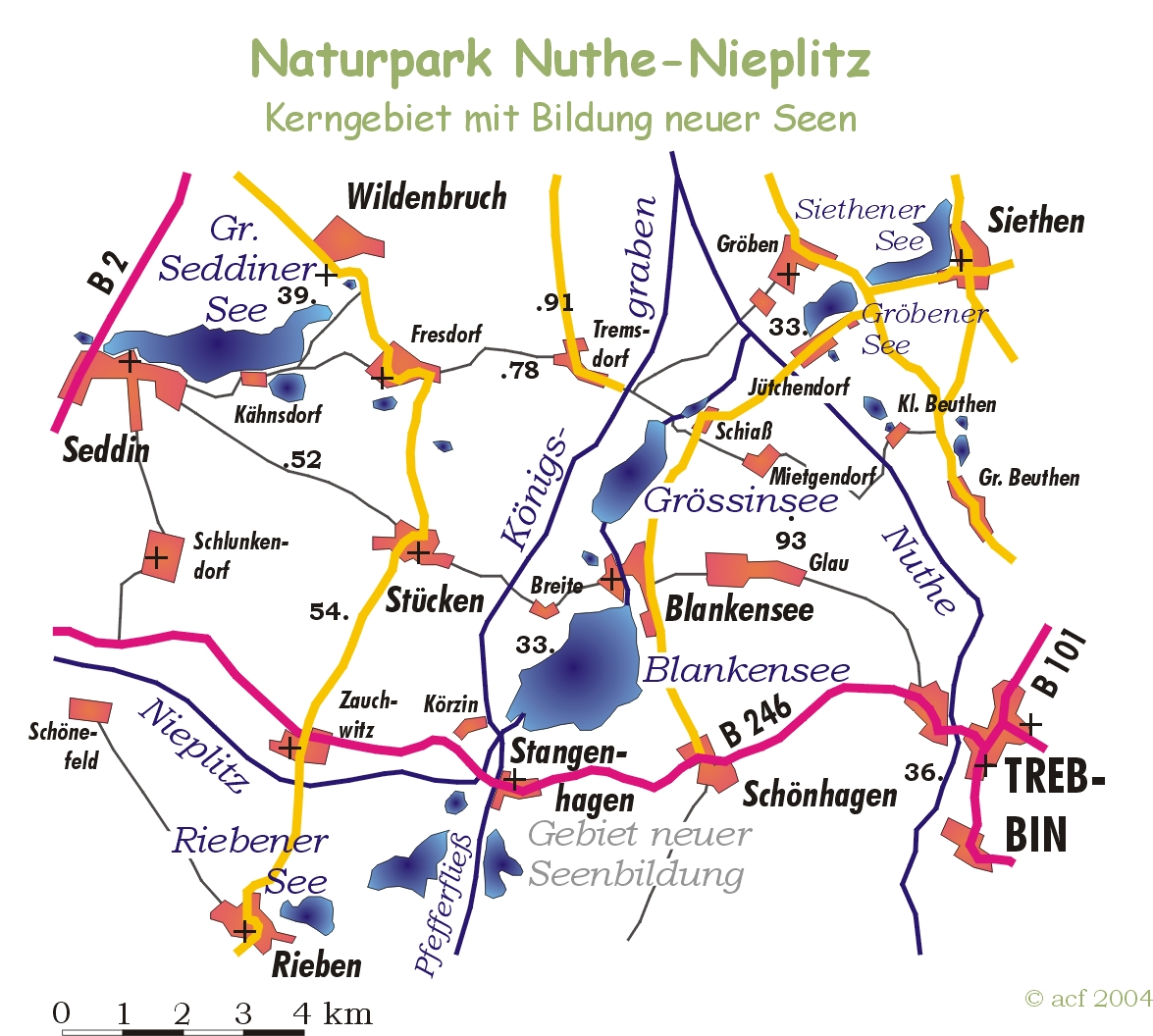
Fresdorf im Naturpark Nuthe-Nieplitz

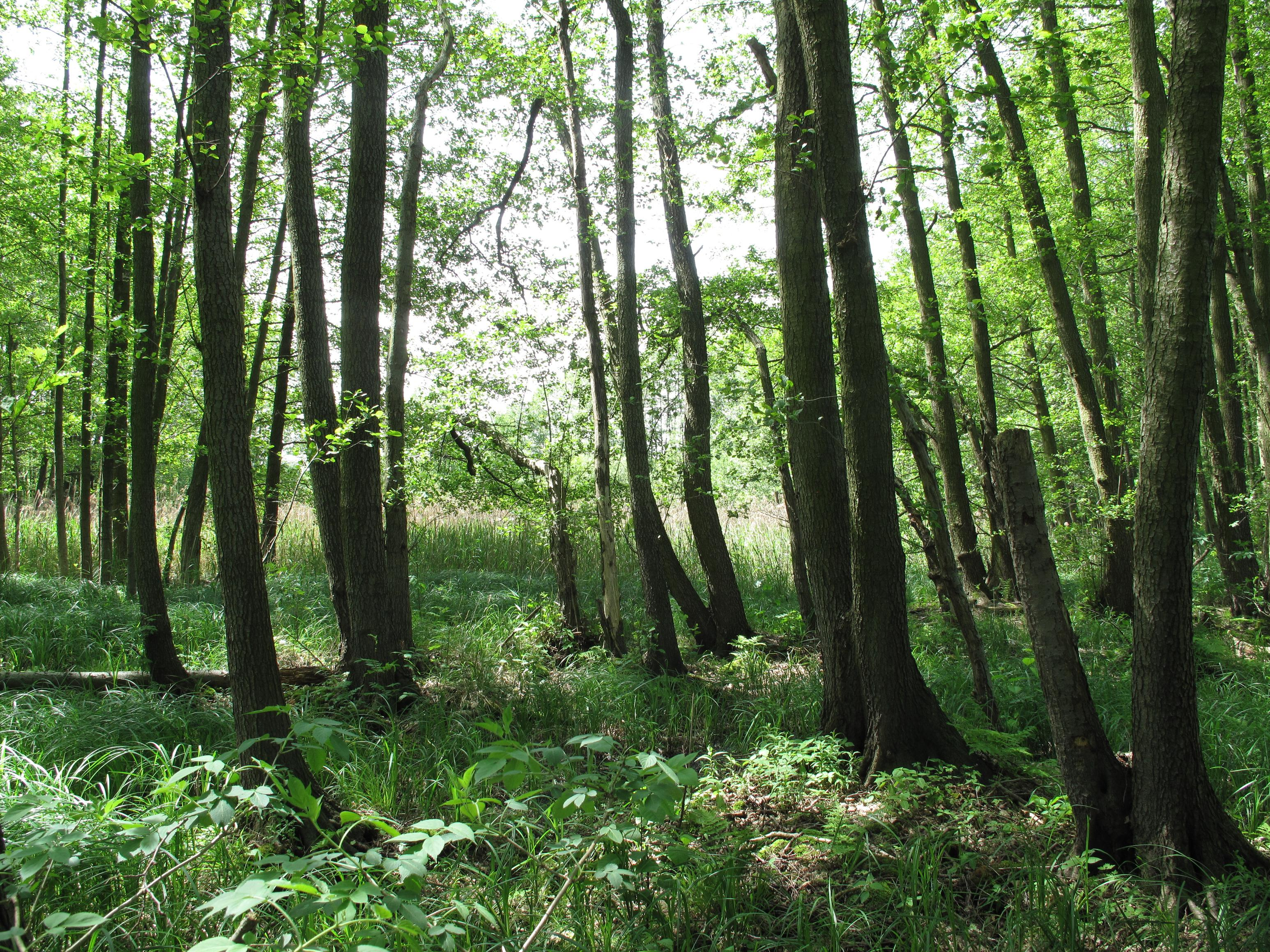
Bruchwald am Fresdorfer See

Der langgestreckte Ort zieht sich in der Zauche am westlichen Fuß des Kesselbergs (61 m) und Grämnitzbergs (78 m) hin. Die Berge sind Teil des weichselglazialen Saarmunder Endmoränenbogens, der die Zauche nach Osten zur Nuthe-Nieplitz-Niederung begrenzt. Südlich des Ortes, eingebettet zwischen dem Rauhen Berg (79 m), dem Krugberg (74 m), dem Mühlenberg und dem Kesselberg erstreckt sich ein Niederungsgebiet, das von der sumpfigen Landschaft des Fresdorfer Sees und des Katzwinkels geprägt ist. Im Norden/Nordosten bildet die Fresdorfer Heide auf den trockenen Böden des Endmoränenzuges einen ausgedehnten Mischwald. Im Westen reicht die Gemarkung Fresdorfs bis an das Ufer des Großen Seddiner Sees heran, einem 218 Hektar umfassenden Rinnenbeckensee. Die Schmelzwasserabflussbahn, in der die Seddiner Seenkette liegt, entwässerte über den Langen Grund durch die heutige Fresdorfer Heide und die Endmoräne in die Trebbin-Potsdamer Abflussbahn, die heutige Nuthe Nieplitz-Niederung.

### Naturpark, Fresdorfer See und Poschfenn
Fresdorf liegt im Naturpark Nuthe-Nieplitz, dessen Landschaftsbild kleinräumige Biotope prägen, die für eine große Artenvielfalt sorgen. Feuchte Wiesen und Flachmoore, landwirtschaftlich genutzte Felder, Wälder und naturbelassene Stillgewässer mit ausgedehnten Schilfgürteln charakterisieren das Gebiet. Das Naturschutzgebiet Nuthe-Nieplitz-Niederung am Oberlauf von Nuthe und Nieplitz, zu dem auch der ehemalige Fresdorfer See und das Poschfenn gehören, bildet das Kerngebiet des Naturparks. Der Fresdorfer See lag dicht am namengebenden Dorfkern Fresdorfs, gehörte aber zur Stückener Gemarkung. Es handelte sich um einen eutrophen bis polytrophen Flachsee mit einer maximalen Tiefe von einem Meter und einer mittleren Tiefe von 60 Zentimetern. Der See umfasste eine Fläche von 7 Hektar. Der grundwassergespeiste Fresdorfer See ist heute ausgetrocknet, als Folge des menschengemachten Klimawandels. Das Mühlenfließ fließt in den Katzwinkel zum Königsgraben und damit zur Nuthe und Havel. Kurz vor der Brücke des Ortolan-Rundweges vereinigt sich das Fließ mit einem weiteren Quellarm, der aus der Seddiner Seenkette kommt. Vor allem aufgrund gesunkener Grundwasserstände führt der Bach allerdings nur noch selten Wasser. Die sumpfige Landschaft um die Seen und um das Mühlenfließ bildet das älteste Naturschutzgebiet der Nuthe-Nieplitz-Niederung und reicht nach Süden bis dicht an den Dorfkern Stückens heran.
Rund 500 Meter östlich des Katzwinkels, jenseits der Landstraße 73, befindet sich das Poschfenn. Sein nördlicher Teil gehört zu Fresdorf, der südliche zu Stücken – die Ortsteilgrenze führt quer durch das langgestreckte Gewässer. Der eutrophe See umfasst 6 Hektar und hat eine maximale Tiefe von einem Meter und eine mittlere Tiefe von 70 Zentimetern. Es besitzt einen teilweise breiten Röhrichtstreifen und eine gut entwickelte Submersvegetation mit Hornblatt und Tausendblatt. Sein Südufer ist steilscharig und bewaldet. Es ist Brutgebiet für Zwergtaucher, verschiedene Entenarten sowie Brutgebiet und Schlafplatz für Graugänse. Auf trockenen Ruderalstellen am Poschfenn ergaben floristische Kartierungen den Nachweis der Arten Taraxacum hamatiforme und Taraxacum marchicum nom. provisorium aus der Löwenzahngattung.